# 詹姆斯·希尔
詹姆斯·希尔（英語：James Hill，1930年11月20日—2020年5月8日），新西兰男子赛艇运动员。他曾代表新西兰参加1958年和1962年大英帝国和英联邦运动会赛艇比赛，获得一枚金牌、一枚银牌和一枚铜牌。